# خوان فالديفيسو
خوان هومبيرتو فالديفيسو باديلا (بالإسبانية: Juan Humberto Valdivieso Padilla) الشهير باسم خوان فالديفيسو (6 مايو 1910 في ليما ، بيرو – 2 مايو 2007 في ليما، بيرو) لاعب ومدرب كرة قدم بيروفي كان يجيد اللعب في مركز حارس مرمى .
لعب طوال مسيرته الرياضية كلاعب في نادي واحد وهو أليانزا ليما . مثل منتخب بيرو في 10 مباريات دولية  وقد شارك في بطولة كأس العالم لكرة القدم 1930 التي أقيمت في الأوروغواي ودورة الألعاب الأولمبية 1936 التي أقيمت في مدينة ميونخ الألمانية .
بعد اعتزاله اللعب اتجه إلى مهنة التدريب وقام بتدريب عدة أندية بيروفية ومنتخب بيرو . توفي في سنة 2007 عن عمر يناهز 97 سنة .
ابنه الأصغر لويس فالديفيسو مونتانو يشغل حاليا منصب وزير الاقتصاد والمال في الحكومة البيروفية . حفيده خوان بابلو فالديفيسو مثل منتخب بيرو للسباحة في دورة الألعاب الأولمبية مرتين الأولى في 2000  التي أقيمت في مدينة سيدني الأسترالية و2004  التي أقيمت في العاصمة اليونانية أثينا .

## روابط خارجية
- خوان فالديفيسو على موقع الاتحاد الدولي (مؤرشف)  (الإنجليزية)
- خوان فالديفيسو على موقع قاعدة بيانات كرة القدم.إي يو (الإنجليزية)
- خوان فالديفيسو على موقع ناشيونال فوتبول تيمز (الإنجليزية)
- خوان فالديفيسو على موقع Soccerway.com (الإنجليزية)
- خوان فالديفيسو على موقع عالم كرة القدم.نت (الإنجليزية)
- خوان فالديفيسو على موقع أوليمبيديا (الإنجليزية)